# BD-Rip
Unter einem BD-Rip versteht man den Transfer von Video- und Audiodaten von einer Blu-ray auf ein anderes Speichermedium (meistens zunächst auf die Festplatte eines PCs), welches auch mit einer Umgehung von Kopierschutz-Mechanismen (Rippen) verbunden sein kann und dabei komprimiert wird. Unkomprimierte Kopien nennt man Untouched Remux.
Wie bei einer DVD (siehe DVD-Rip) wird zunächst entweder die komplette Blu-ray, der Hauptfilm oder nur bestimmte Elemente für die Weiterverarbeitung auf die Festplatte kopiert. Da Blu-Rays kopiergeschützt sind, muss ein sogenannter on-the-fly-decryption-driver (Kopierschutzknacker) eingesetzt werden, wie bspw. Slysofts AnyDVD HD. Der Gebrauch von solchen Kopierschutzknackern ist jedoch strafbar (§ 95a), sofern dabei eine technische Schutzvorrichtung umgangen wird und dies nicht ausschließlich zum eigenen Privatgebrauch geschieht (§ 108b UrhG).
Zur Weiterverarbeitung wird in der Regel entsprechende Encoder-Software verwendet, welche die Daten umwandelt. Die meistgenutzten Containerformate für das Erstellen von BD-Rips sind das MKV- und das MP4-Format, wobei die bekanntesten für den Vorgang verwendeten Codecs H.264 und MPEG-4 sind.
Oftmals soll dabei eine Filmdatei erzeugt werden, die um einiges kleiner ist als das Originalmedium und dabei trotzdem möglichst wenig an Qualität einbüßt. Je kleiner die Zieldatei werden soll, desto stärker muss an der Video- und ggf. auch an der Audioqualität gespart werden. Im Allgemeinen werden beim Rippen zusätzliche Daten des Originals, wie Menüs, Extras, alternative Tonspuren, Untertitel etc. weggelassen, sodass nur der eigentliche Film weiterverarbeitet wird.

## BD-Kopie
Eine BD-Kopie ist eine identische, weil unberührte, Kopie. Diese nennt man Untouched Remux.
Ein BD-Rip ist eine Umwandlung in ein platzsparendes, aber qualitativ minderwertigeres Videoformat.
Die meisten Original-Blu-rays haben oft eine Gesamtgröße von über 22,5 Gigabyte (BDDL), sodass die Datengröße durch Recodieren reduziert wird, bis sie schließlich auf eine handelsübliche Single-Layer-Blu-ray (BDSL) passen. Man könnte zwar mit Double-Layer-Blu-ray-Rohlingen nahezu exakte Kopien von Blu-rays anfertigen, doch aufgrund der hohen Preise für solche Rohlinge entscheiden sich oft viele Anwender für das Recodieren. Dafür wird eine spezielle Videosoftware-Programme wie DVDFab oder HandBrake verwendet. Durch das Weglassen von Tonspuren, Untertitel oder Zusatzmaterial (Menü, Interviews) kann möglicherweise eine Neukompression für den Hauptfilm erspart werden oder es kann nur eine geringfügige Komprimierung nötig sein.

## Software (Auswahl)
- VideoByte
- AnyDVD HD
- DVDFab
- HandBrake